# Geometra purissima
Geometra purissima là một loài bướm đêm trong họ Geometridae.